# Кинтето
Кинтето (шп. quinteto) је врста строфе у шпанској поезији која се састоји из пет дугих стихова (versos de arte mayor). Кинтето има исти распоред риме као и кинтиља, од које се разликује по томе што се кинтиља састоји од кратких стихова (versos de arte menor). 
Рима је слободна, али постоје два услова:
1) да се не појављују три стиха у низу са истом римом;
2) да последња два стиха не буду пареадо.
Према томе, распоред риме може бити један од следећих: (ABAAB), (ABABA), (ABBAB), (AABAB) или (AABBA).
Појављује се у неокласицизму и негује све до модернизма.

## Пример
Desierto está el jardín. De su tardanza
no adivino el motivo. El tiempo avanza.
Duda cruel, no turbes mi reposo;
empieza a vacilar mi confianza,
el miedo me hace ser supersticioso.
(Ricardo Gil, Duda)